# Verdrag van Versailles (1757)
Het Tweede Verdrag van Versailles werd afgesloten te Versailles op 1 mei 1757 tussen het koninkrijk Frankrijk en Oostenrijk. Het veranderde het eerste Verdrag van Versailles in een uitdrukkelijk bondgenootschap, en Frankrijk beloofde toen Oostenrijk zijn hulp tegen Pruisen. Zelf verwierf het soevereiniteit over Chimay, Beaumont, Bergen, Ieper, Veurne, Oostende en Nieuwpoort, welke (met uitzondering van beide laatste, die dadelijk moesten worden overgeleverd) zouden afgegeven worden zodra keizerin Maria Theresia weer in het bezit van Silezië zou zijn. De rest van de Oostenrijkse Nederlanden zou in ruil voor de hertogdommen Parma, Piacenza en Guastalla, die het erf van de keizerin zouden vergroten, aan don Filips worden afgestaan. Maar Silezië werd niet veroverd en dus bleven de Zuidelijke Nederlanden onder Oostenrijks bestuur.
Het was sedert het einde van de 17e eeuw al voor de tweede keer, dat de Europese politiek de Zuidelijke Nederlanden tot een onafhankelijke staat wilde maken. Het door de Fransen beloofde koningschap van Maximiliaan II Emanuel van Beieren was daarvan een eerste voorteken geweest.
Een derde poging hiertoe, die eveneens mislukte, deed zich voor in 1783-84. Keizer Jozef II bereikte toen de toestemming van de kinderloze hertog Karel Theodoor van Beieren, wiens erfdeel aan hertog Karel II August van Palts-Zweibrücken zou ten deel vallen, om diens Beierse staten te ruilen tegen de Nederlandse staten, die tot koninkrijk zouden verheven worden. Hij was zeker van de instemming van Rusland, en Frankrijk beloofde hij het Naamse en Luxemburg af te staan. Maar door zijn ongeduld en plotse breuk met de Nederlandse republiek in 1784 haalde hij zich het ongenoegen van Versailles op de hals, en de Pruisen handelden dusdanig dat de hertog van Zweibrücken zijn woord brak. Ook deze derde poging sedert begin 18e eeuw, om een 'Belgische', soevereine staat te maken, mislukte bijgevolg, maar toont aan dat die idee in Europa leefde.